# Măiastra
 (février 2020).
Măiastra, ou Maïastra, sont des sculptures en bronze poli ou en marbre blanc sur socle, représentant un ou deux oiseaux stylisés, réalisées entre 1910 et 1918 par le sculpteur roumain Constantin Brâncuși.

## Sculpture
Măiastra signifie « maître » ou « chef » en roumain. Constantin Brancusi, dès 1910, est habité par l'image de l'oiseau sous forme plastique. Ses premières œuvres ont pour thème la Măiastra (1910-1918), et il créera une trentaine de sculptures d'oiseaux différents en bronze ou en marbre.
Selon Mircea Eliade, « La Maïastra, plus précisément Paserea maïastra (litt. « L'oiseau merveilleux »), est un oiseau fabuleux des contes populaires roumains qui assiste le Prince Charmant (Fat-Frumos) dans ses combats et ses épreuves. (...). Il (Brancusi) n'avait pas besoin de lire des livres pour apprendre que le vol est un équivalent du bonheur puisqu'il symbolise l'ascension, la transcendance, le dépassement de la condition humaine ».